# رود الوم
رود آلوم  (به انگلیسی: Alum Creek) رودی است که در ایالات متحده آمریکا جریان دارد.